# Жовтяниця (рід)

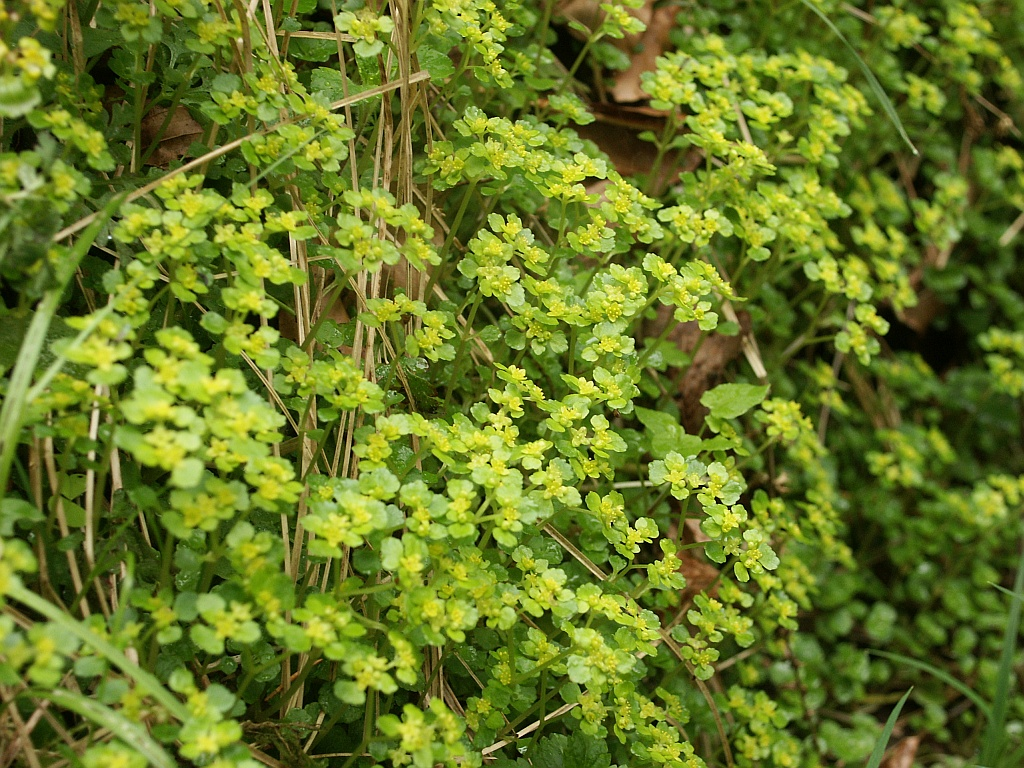
Chrysosplenium oppositifolium

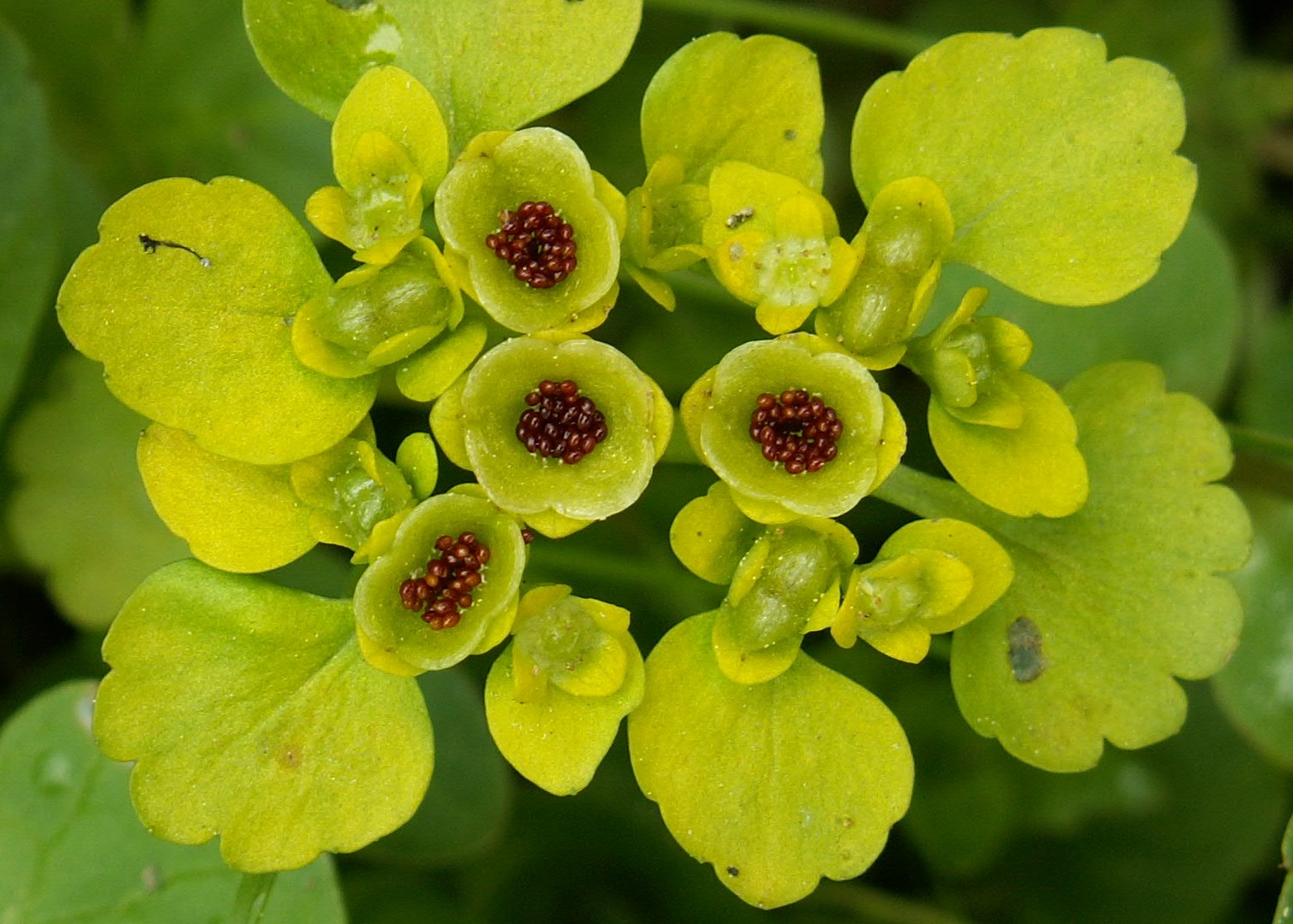
Насіння Chrysosplenium alternifolium

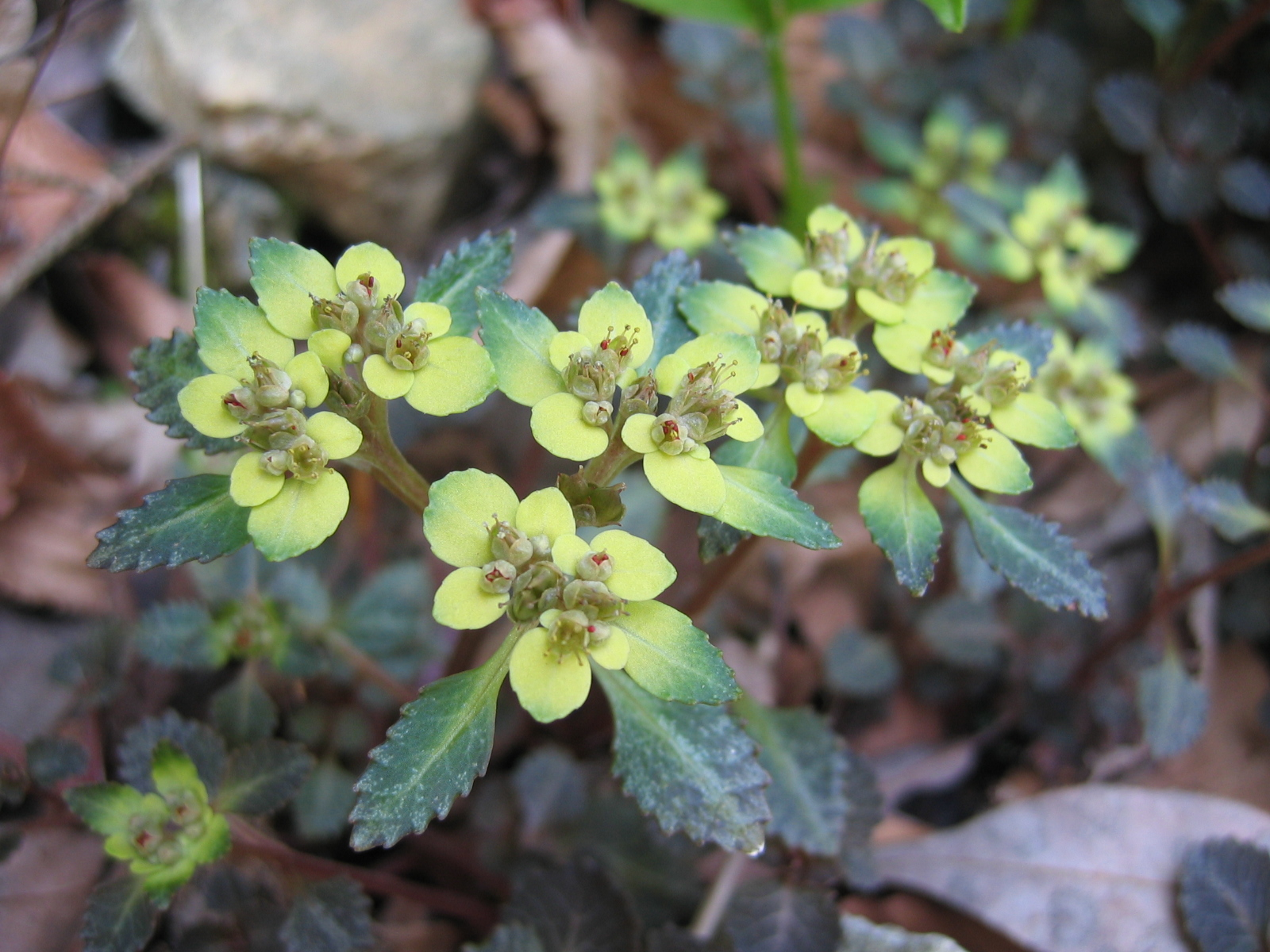
Chrysosplenium macrostemon

Жовтяниця (лат. Chrysosplénium) — рід багаторічних або однорічних рослин родини ломикаменеві (Saxifragaceae).

## Поширення та екологія
Представники виду поширені у помірній та холодній зонах Північної півкулі, у Північній Африці та у помірній зоні Південної Америки.
Ростуть переважно у лісах та на високогір'ях.

## Ботанічний опис
Стебло соковите, гранчасте, голе або волосисте.
Листки округло-ниркоподібні, зубчасті; прикореневі — довгочерешкові, в розетці; стеблові — чергові, короткочерешкові.
Квітки правильні, дрібні, утворюють верхівкові суцвіття у вигляді плоского півзонтика, оточеного жовтувато-зеленими верхівковими листочками, які відіграють роль пелюсток.
Плід — одногнізда коробочка.

## Види
Рід налічує 57 видів, деякі з них:
- Chrysosplenium absconditicapsulum
- Chrysosplenium alpinum
- Chrysosplenium alternifolium — Жовтяниця черговолиста
- Chrysosplenium americanum
- Chrysosplenium axillare
- Chrysosplenium biondianum
- Chrysosplenium carnosum
- Chrysosplenium cavaleriei
- Chrysosplenium chinense
- Chrysosplenium davidianum
- Chrysosplenium delavayi
- Chrysosplenium dubium
- Chrysosplenium flagelliferum
- Chrysosplenium forrestii
- Chrysosplenium fuscopuncticulosum
- Chrysosplenium giraldianum
- Chrysosplenium glechomifolium
- Chrysosplenium glossophyllum
- Chrysosplenium griffithii
- Chrysosplenium hebetatum
- Chrysosplenium hydrocotylifolium
- Chrysosplenium iowense
- Chrysosplenium japonicum
- Chrysosplenium jienningense
- Chrysosplenium lanuginosum
- Chrysosplenium lectus-cochleae
- Chrysosplenium lixianense
- Chrysosplenium macranthum
- Chrysosplenium macrophyllum
- Chrysosplenium microspermum
- Chrysosplenium nepalense
- Chrysosplenium nudicaule
- Chrysosplenium oppositifolium типовий[2]
- Chrysosplenium oxygraphoides
- Chrysosplenium pilosum
- Chrysosplenium pseudopilosum
- Chrysosplenium qinlingense
- Chrysosplenium ramosum
- Chrysosplenium serreanum
- Chrysosplenium sikangense
- Chrysosplenium sinicum
- Chrysosplenium taibaishanense
- Chrysosplenium tenellum
- Chrysosplenium trichospermum
- Chrysosplenium tetrandrum
- Chrysosplenium uniflorum
- Chrysosplenium valdivicum
- Chrysosplenium wrightii
- Chrysosplenium wuwenchenii